# Charles Raymond de Saint-Vallier
Charles Raymond de La Croix de Chevrières , conte di Saint-Vallier (Castello di Coucy-lès-Eppes, 12 settembre 1833 – Castello di Coucy-lès-Eppes, 4 febbraio 1886) è stato un politico e diplomatico francese, Cavaliere di gran croce della Legion d'Onore, commissario speciale della Francia presso gli eserciti tedeschi dopo la guerra franco-prussiana del 1870, ambasciatore a Berlino (1877-1881), secondo delegato della Francia al Congresso di Berlino del 1878, vicepresidente del Consiglio dipartimentale dell'Aisne, fu senatore dell'dal 1876 al 1886.

## Biografia
Charles Raymond de La Croix de Chevrières, proveniva da un'antica famiglia del Delfinato, "figlio di Bonne Humbert Lacroix de Chevrières, marchese di Saint-Vallier, e di Marie Magdeleine de Maussion", inizia la sua carriera diplomatica come addetto a Lisbona (18 novembre 1852).
Nella stessa veste andò a Monaco (1856) e a Vienna (1857), fu aggregato (1859) al gabinetto del ministro Walewski, divenne segretario d'ambasciata a Costantinopoli (1860), capo del gabinetto del marchese de Moustier (1863), e ministro plenipotenziario a Stoccarda (1868).
Compì diverse missioni durante la guerra franco-prussiana, e fu commissario generale dell'esercito di occupazione dal 10 gennaio 1872 al 22 settembre 1873.
Aveva il grado di ministro plenipotenziario di 1ª classe, ed era vicepresidente del consiglio generale dell'Aisne per il cantone di Sissonne, quando si presentò, il 30 gennaio 1876, come candidato al Senato nel dipartimento dell'Aisne: fu eletto con 624 voti (921 votanti), prese posto tra i repubblicani conservatori, e si pronunciò, nel giugno 1877, contro lo scioglimento della Camera dei deputati e contro il governo del XVI maggio.
Sostenitore del ministero Dufaure, fu chiamato a succedere a Élie de Gontaut-Biron come ambasciatore a Berlino (20 dicembre 1877). Nel giugno 1878, fu uno dei due plenipotenziari della Francia al Congresso di Berlino per la soluzione della Questione d'oriente. Si dimise da ambasciatore quando fu formato il gabinetto Gambetta e, messo in aspettativa, tornò a sedere (dicembre 1881) nel centro-sinistra del Senato.
- Ha votato con la frazione più conservatrice del partito repubblicano,
- Ha chiesto (febbraio 1882) nella discussione sulla laicità dell'educazione primaria, che i ministri del culto siano autorizzati a dare lezioni di religione nelle scuole al di fuori dell'orario scolastico (respinta);
- ha interrogato (marzo 1883) il Ministero sulla sua politica indecisa nel Tonchino,
- fu nominato (maggio 1883) vicepresidente della commissione incaricata di riorganizzare il servizio dei consolati francesi all'estero,
- è stato relatore parlamentare (maggio) per i crediti del Tonchino,
- ha criticato (dicembre), in relazione al bilancio del Ministero degli Affari Esteri, l'organizzazione del personale diplomatico,
- ha parlato (febbraio 1884) della crisi agricola,
- è stato relatore parlamentare (giugno) di un progetto di modifica del regime dello zucchero,

Rieletto senatore il 6 gennaio 1885 con 1.050 voti (1.374 votanti), il marchese di Chevrières riprese il suo posto al centro, fu ammesso alla pensione come ambasciatore e morì l'anno seguente. Era Gran Croce della Legione d'Onore dall'11 luglio 1880.